# Гінзбург Ілля Файвілієвич
Гінзбург Ілля Файвілієвич (нар. 28 грудня 1934 р.) — фізик-теоретик, професор, доктор фізико-математичних наук, провідний науковий співробітник Інституту математики ім. С. Л. Соболєва СВ РАН.
Сфера наукових інтересів: квантова теорія поля, фізика елементарних частинок, астрофізика, теорія твердого тіла.

## З творчої біографії
Відомість фізику принесли роботи, присвячені фізиці фотон-фотонних взаємодій при високих енергіях. Ще в 1970 році в його роботах (виконаних спільно з В. Є. Балакіна і В. М. Будневим) було виявлено, що на зустрічних електрон-позитронного пучках можна вивчати новий клас фізичних процесів — утворення нових частинок при взаємодії високоенергетичних фотонів, породжуваних електронами і позитронами. Зараз вивчення таких процесів здійснюється на найбільших коллайдерах планети.
І. Ф. Гінзбург є одним з визнаних лідерів напряму досліджень проблемам фотон-фотонних взаємодій.
Він стояв біля витоків створення лабораторії теоретичної фізики Інституту математики СВ РАН, ФМШ і фізичного факультету НГУ.
Захоплення: І. Ф. Гінзбург — майстер спорту з туризму.